# Atmen
Atmen é um filme de drama austríaco de 2011 dirigido e escrito por Karl Markovics. Foi selecionado como representante da Áustria à edição do Oscar 2012, organizada pela Academia de Artes e Ciências Cinematográficas.

## Elenco
- Thomas Schubert - Roman Kogler
- Karin Lischka - Margit Kogler
- Gerhard Liebmann - Walter Fakler
- Georg Friedrich - Rudolf Kienast
- Georg Veitl - Jürgen Hefor